# Cultura LGBT en Uruguay

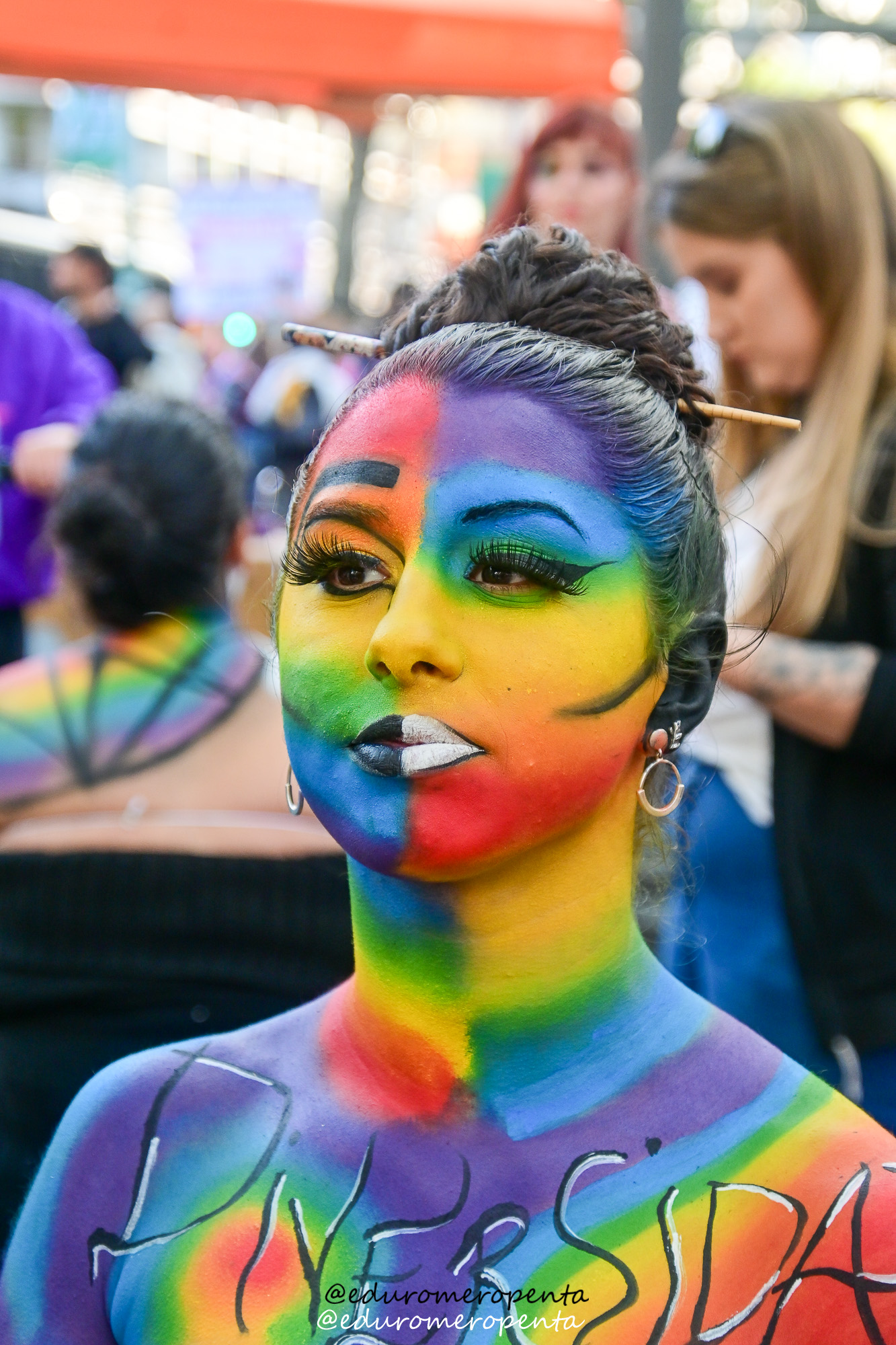
Participante de la Marcha por la Diversidad de Uruguay en 2022.

La cultura LGBT+ en Uruguay comprende las diferentes manifestaciones artísticas y de ocio existentes en el país cuyo enfoque es la diversidad sexual o que incluye la participación de personas LGBT+ en ellas.

## Cine
A pesar de que Uruguay se destaca por realizar reconocimientos políticos prematuros en comparación a los países vecinos, en el cine uruguayo la representación de personajes LGBT+ no ha sido destacada. Los primeros personajes con actitudes homosexuales que aparecieron en la gran pantalla estuvieron asociados a la marginalidad, como en Vida rápida, mediometraje de 1992 del Grupo Hacedor, y El dirigible, película dirigida por Pablo Dotta y estrenada en 1994. Sin embargo, el primer personaje lésbico, Laura en Los días con Ana, de Marcelo Bertalmio, papel interpretado por Lorena Etcheverry, muestra una cierta empatía en su desarrollo, pese al ambiente masculino y homofóbico que retrata la película.
Desde el 2006, en Uruguay se celebra el Festival Internacional de Cine «Llamale H» un proyecto cultural emblemático en el ámbito de la diversidad sexual y de género en Uruguay que se destaca como un evento esencial en el Mes de la Diversidad. Además de proyectar películas LGBT+, también conmemora la lucha histórica del colectivo LGBT+ por la igualdad y promueve la diversidad y la educación en la sociedad uruguaya.
El Cuarto de Leo es una película uruguayo-argentina del 2009 dirigida por Enrique Buchichio y protagonizada por Martín Rodríguez, Cecilia Cósero y Gerardo Begérez. La película aborda los conflictos de un joven llamado Leo, en pleno proceso de autoaceptación y definición sexual, quien comienza a cuestionar su orientación sexual mientras se enamora de otro chico llamado Seba a través de un chat. La película ha recibido varios premios y es una de las más reconocidas en Uruguay y a nivel internacional en temáticas LGBT+.

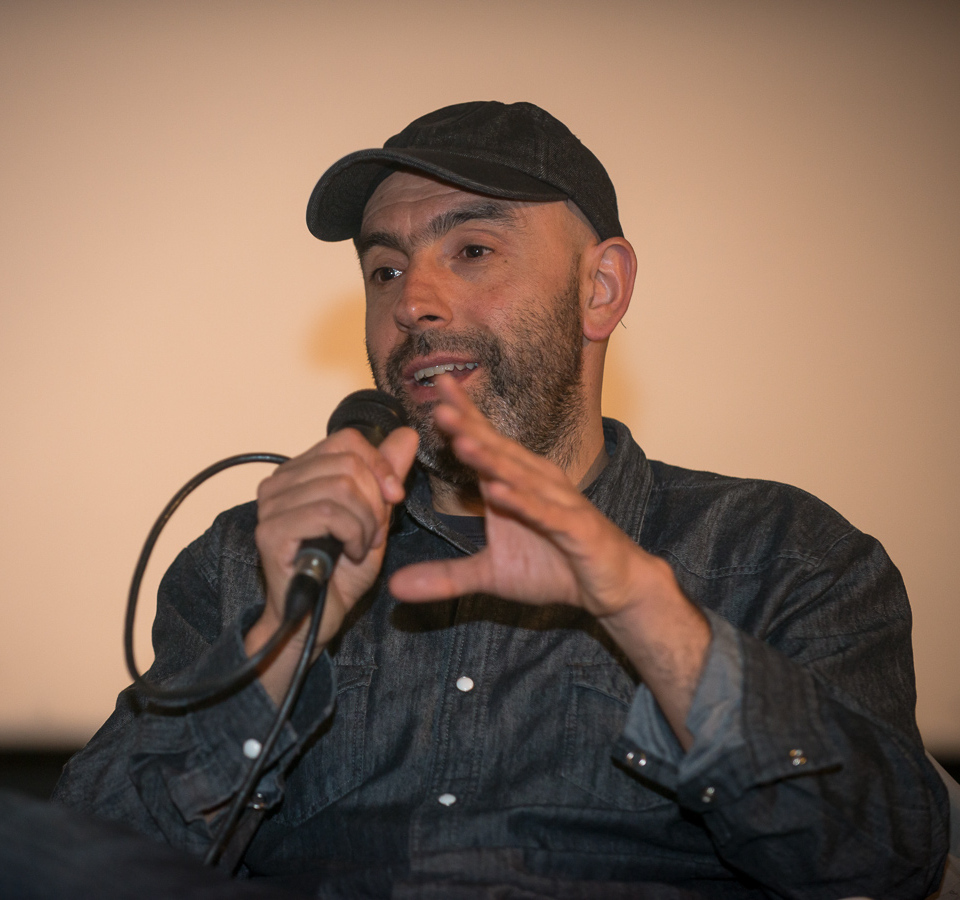
Aldo Garay, director de El hombre nuevo (2015).

En 2015, Aldo Garay dirige el documental El hombre nuevo que cuenta la historia de Stephanía, una travesti nacida en Nicaragua que fue adoptada por una pareja uruguaya durante la Revolución Sandinista y creció en Uruguay. La película sigue la vida de Stephanía en Montevideo y su regreso posterior a Nicaragua. Ha recibido premios como el Premio Teddy al Mejor Largometraje en el Festival Internacional de Cine de Berlín y el Premio al Mejor Largometraje en el Festival Internacional de Cine LGBTIQ Asterisco, entre otros. Aborda cuestiones sobre la política sexual y la exclusión de los cuerpos travestis en las revoluciones de izquierda en América Latina, utilizando el exilio como marco conceptual. Además, destaca la importancia del testimonio en la construcción de identidades marginadas y desafía las convenciones del archivo fílmico al ofrecer nuevas perspectivas sobre la historia de las identidades travestis latinoamericanas.

## Literatura

### Sigloxx

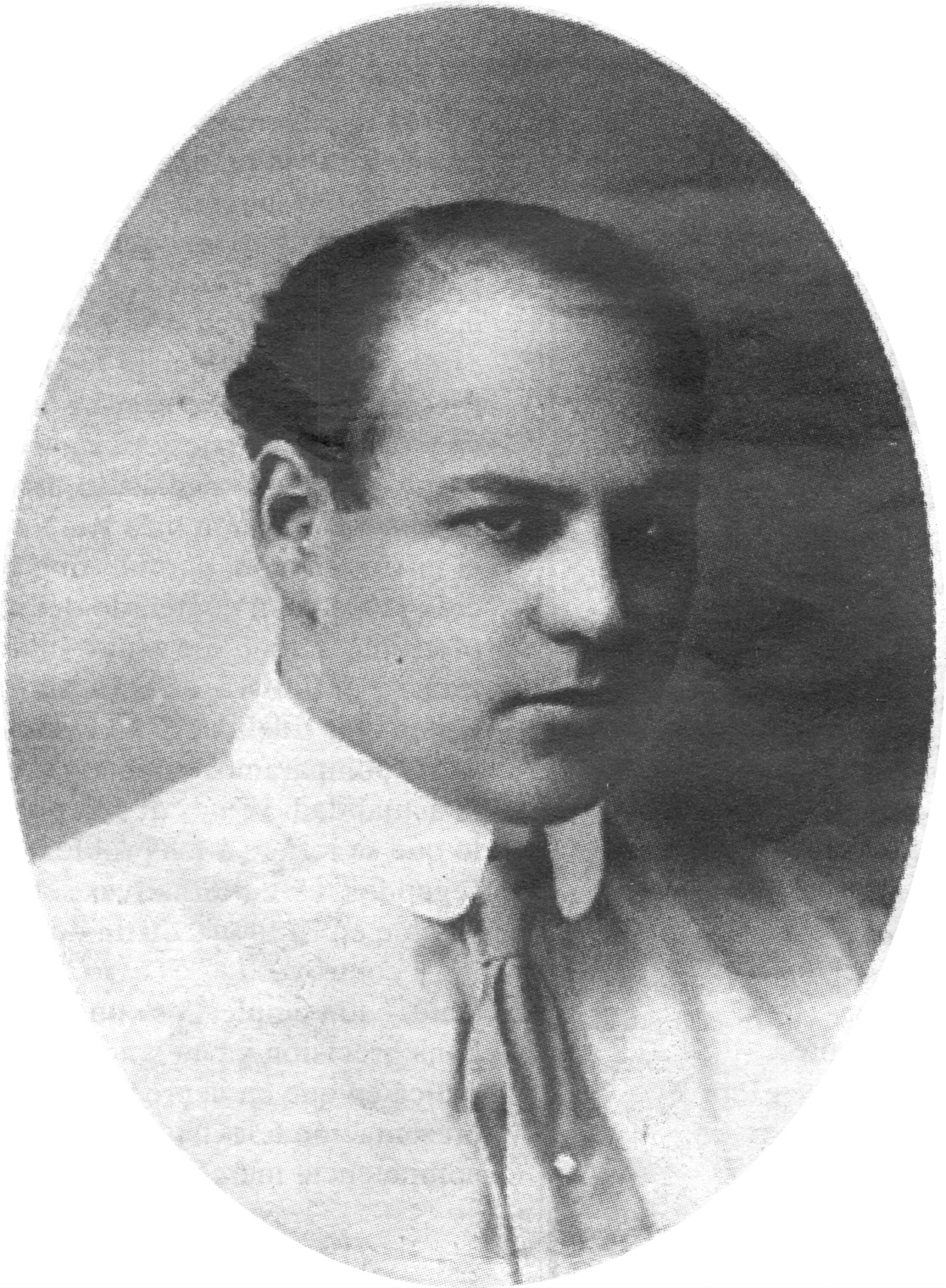
Alberto Nin Frías, precursor de la literatura LGBT uruguaya.

La tradición de literatura homoerótica en Uruguay tiene entre sus más antiguos representantes a los escritores Ángel Falco y Alberto Nin Frías. En su poesía, Falco exploró la atracción homosexual referenciando figuras históricas de sexualidad diversa, entre ellas Alejandro Magno. Nin Frías, por su lado, fue el autor de la novela La fuente envenenada (1911), en que aborda el homoerotismo a través de la amistad intensa de sus personajes. La obra cuenta la historia de la amistad entre Jorge y Sordello, dos jóvenes que se conocen en Europa y que se ven bajo el paradigma de las almas gemelas, como se puede apreciar en las declaraciones de Sordello a Jorge en que le dice: «Soy tu buen ángel, la mejor parte de ti mismo, tu alma gemela», y más tarde: «te amo porque pudiendo ser un espléndido burgués no lo eres. Te quiero porque eres un aristócrata del pensamiento».
Juan Carlos Onetti fue otro autor que incluyó temáticas LGBT+ en algunas obras durante la primera mitad del siglo xx. Un ejemplo es el cuento «Los niños en el bosque» (1936), donde incluye un personaje conocido como el rubio a quien un muchacho llamado Raucho califica de «marica» y «una porquería», aunque a la vez deja claro que solo el rubio era homosexual, no quienes tenían relaciones con él. De este modo, la obra presenta una visión tradicional de la orientación sexual en que solo el hombre pasivo es considerado como homosexual.
Representaciones de homosexualidad femenina no llegarían hasta 1950, cuando la escritora Armonía Somers publicó la novela La mujer desnuda. En la obra, la esposa de un personaje llamado Nathaniel le confiesa en una escena al cura del pueblo cómo su esposo la había obligado a recordar la pasión juvenil entre ella y una compañera del colegio llamada Claudina. Aunque el contexto de la confesión da un carácter pecaminoso a la relación, la obra le da a la personaje el poder de decisión sobre el acto que comete, como deja ver cuando afirma: «porque el demonio parecía en principio tirar del carro de la locura en que nos habíamos puesto, pero al final era yo, pecadora de mí, quien daba látigo».

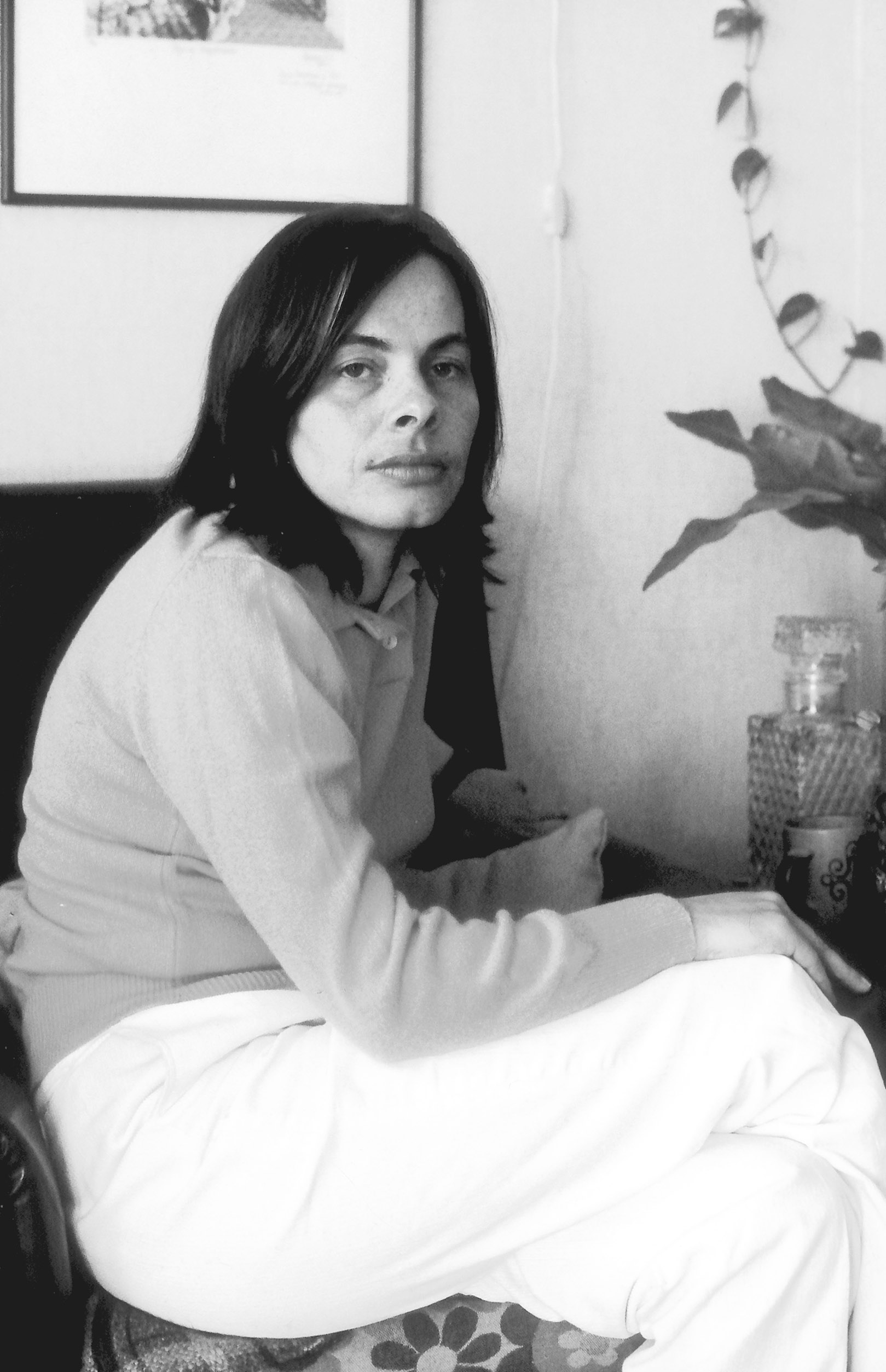
Cristina Peri Rossi en 1986.

La literatura LGBT+ uruguaya empezó una segunda etapa con la publicación en 1971 del poemario Evohé, de la autora Cristina Peri Rossi, que puede considerarse como el primer libro nacional en que el amor homosexual se presentó como temática central. Los poemas, que versaban sobre el lésbico, generaron controversia en la época y llevaron a que algunos diarios se rehusaran a publicar reseñas del libro. Un ejemplo de sus temáticas puede observarse en el siguiente fragmento de uno de sus poemas:

Cuando entro
y estás poco iluminada
como una iglesia en penumbra
(...)
muy por lo bajo te murmuro entre las piernas
la más secreta de las oraciones
Tú me recompensas con una tibia lluvia de tus entrañas
y una vez que he terminado el rezo
cierras las piernas
bajas la cabeza
cuando entro en la iglesia
en el templo
en la custodia
y tú me bañas.

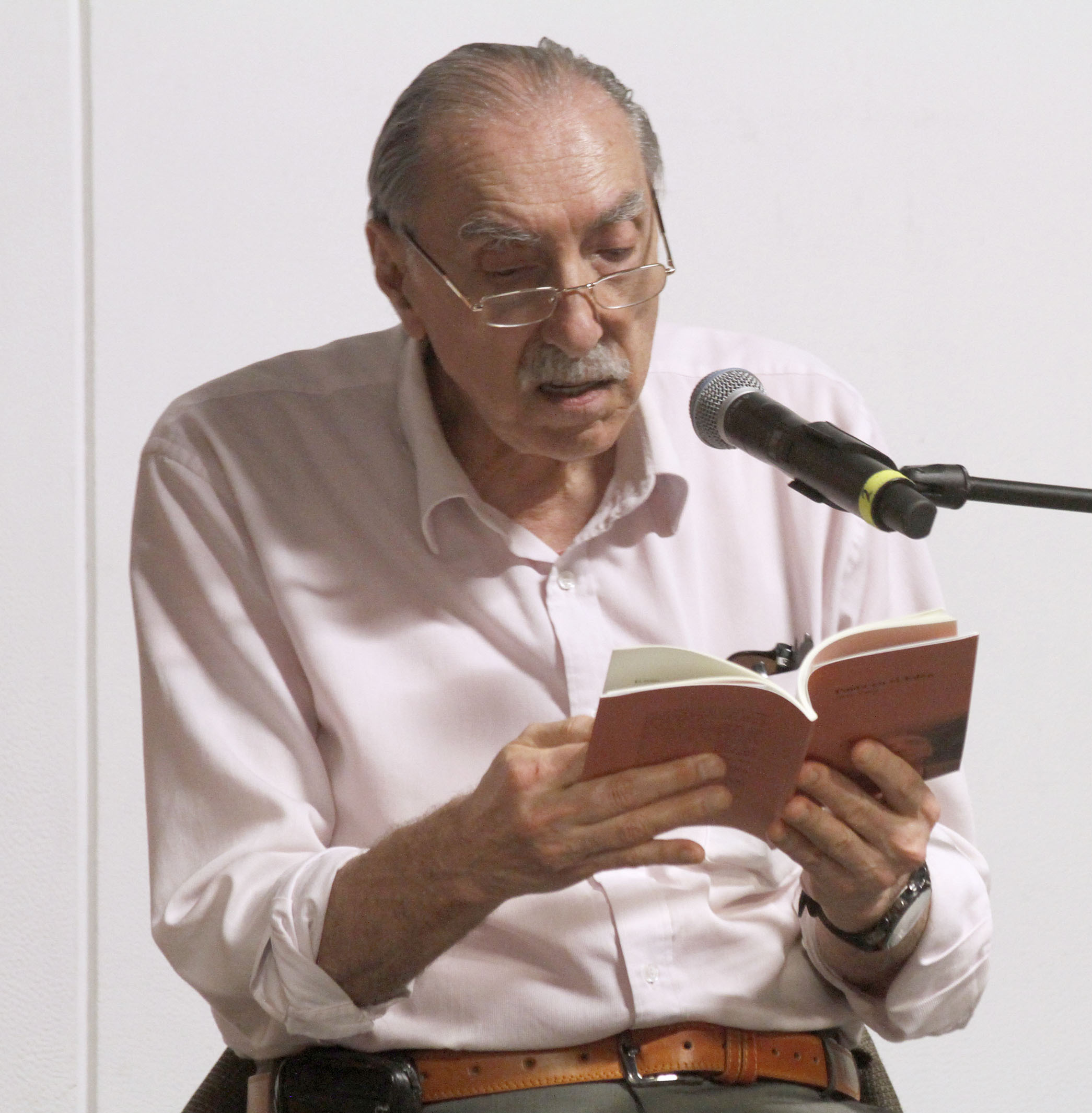
Alfredo Fressia, autor de Un esqueleto azul y otra agonía (1973).

La obra del poeta Alfredo Fressia fue así mismo notoria por ser la primera en explorar a profundidad la homosexualidad masculina. En 1973, Fressia publicó el poemario Un esqueleto azul y otra agonía, de similares características que Evohé y que incluyó poemas que exploraban las relaciones entre hombres y temas como la atracción por el cuerpo masculino, el deseo no realizado y la condición de travestis.
El cambio de paradigma que Evohé había traído a la poesía LGBT+ en 1971, llegó a la narrativa local en 1994 con la publicación de la novela Ave Roc, de Roberto Echavarren. En la obra, Echavarren sigue la vida del cantautor estadounidense Jim Morrison a través de una biografía ficticia con descripciones explícitas de escenas de relaciones homosexuales y referencias a figuras gais históricas. También es destacada la publicación en 1997 de la colección de relatos El ojo en el espejo, de Alvaro Fernández Pagliano, que incluyó varios tópicos novedosos en la narrativa LGBT+ local de la época, entre ellos la vida gay en pareja, las relaciones abiertas, la salida del armario, el transformismo y la persecución de los homosexuales en la Alemania nazi.

### Sigloxxi
La primera obra LGBT+ notoria del siglo xxi fue la novela El diablo en el pelo (2003), de Roberto Echavarren, que al igual que en algunas de sus obras anteriores tuvo entre sus temáticas centrales la androginia. La novela, que estuvo entre las finalistas del Premio Herralde en su edición de 2000, sigue la historia de un joven prostituto llamado Julián y su relación amorosa y conflictiva con un cliente de mediana edad llamado Tomás.
En 2006, el cantante y escritor Dani Umpi publicó la novela Sólo te quiero como amigo (2006), que cuenta la historia de un joven veinteañero homosexual en el Montevideo de principios del siglo xxi y de cómo afronta la separación con su pareja. Umpi continuó explorando la diversidad sexual en obras como el libro de literatura infantil El vestido de mamá (2011), la novela Un poquito tarada (2012) y la colección de cuentos ¿A quién quiero engañar? (2013). Otra autora destacada de principios del siglo xxi fue la escritora Natalia Mardero, quien en 2014 publicó la novela corta Cordón Soho, parecida a Umpi en el estilo y en la exploración de temáticas LGBT+ en el contexto de las juventudes.
En años recientes, han aparecido obras como la novela Cantoras (2019), publicada originalmente en inglés por Carolina de Robertis y que explora la historia de cinco mujeres lesbianas en el Uruguay de los tiempos de la dictadura militar, basada en testimonios narrados a la autora al visitar el país.

## Música
En la década de 1980, el hardcore punk se volvió mayormente blanco, masculino y heterosexual. Sin embargo, en 1991, Los Crudos, una banda latina de Chicago liderada por Martin Sorrondeguy, nacido en Uruguay, desafió esta tendencia. Juntos, abordaron cuestiones como el racismo y la desigualdad. Sorrondeguy también introdujo temas LGBT+ en las canciones de Los Crudos antes de formar Limp Wrist. Su influencia se extiende a su sello discográfico, Lengua Armada, y a su trabajo como activista queer. Estos años marcaron el inicio de la música LGBT+ en Uruguay, con artistas locales desafiando las normas de género a través de la música y la activismo.

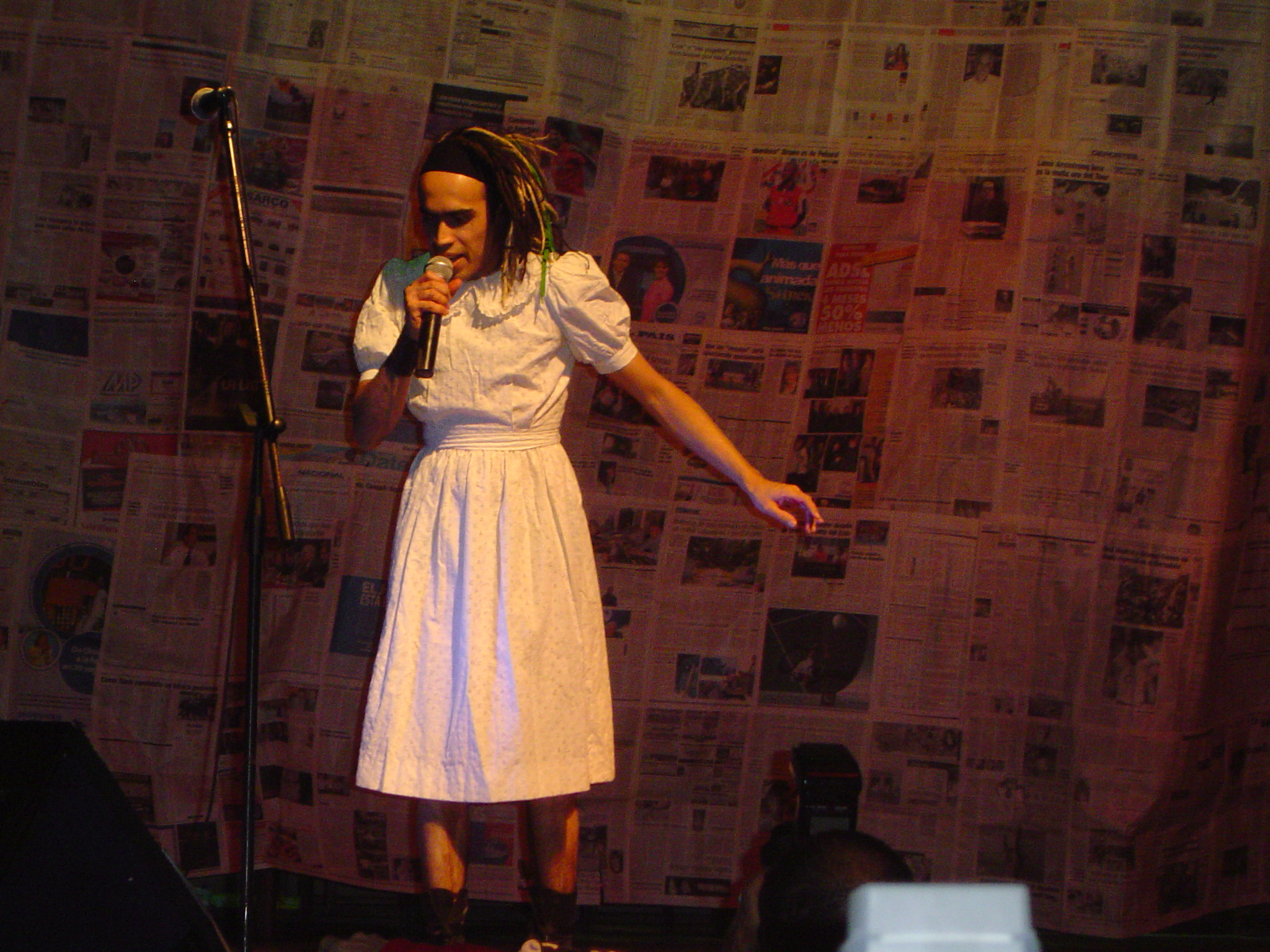
Dani Umpi en concierto en 2006

Dani Umpi, quien comenzó su carrera artística en el año 2000, se ha destacado como un artista polifacético desde entonces. A lo largo de más de dos décadas, ha dejado una huella significativa en la escena alternativa del pop rioplatense, especialmente en la comunidad queer. Durante este tiempo, Umpi ha publicado casi una decena de discos y libros, ha dirigido una obra de teatro, creado arte visual y participado en innumerables performances. En 2022, publicó su libro «Canciones», que reúne todas sus letras hasta esa fecha. Su estilo musical fusiona elementos del pop a lo acústico, el dance, el rock clásico,  entre otras influencias.
Goro Gocher, ha sido reconocido desde 2012 por su compromiso en la promoción de los derechos LGBT+, a través de himnos emblemáticos como «La ley trans no se toca» en 2019. Inicialmente, comenzó su carrera como vocalista y compositor en la banda Madnite antes de lanzarse en su carrera solista, con un estilo caracterizado por una fusión de synthpop y pop hardcore.
El Coro de Hombres Gays de Montevideo, fundado en 2016 por Alejandro Giaccone, se destaca como el único de su tipo en América Latina y busca promover la visibilidad y la inclusión del colectivo LGBT+ a través de la música. Este coro de voces masculinas disidentes se diferencia de las tradicionales agrupaciones corales al llevar un mensaje político y social, marcando presencia en un espacio musical antes no representado. A pesar de los desafíos iniciales y la resistencia en algunos sectores, el coro ha crecido en número y calidad artística, abordando repertorios eclécticos y temas diversos, y recibiendo el reconocimiento de Interés Cultural por la Junta Departamental de Montevideo.
Desde 2020, Eros White se ha destacado como un músico de electropop en Uruguay que busca transformar la escena musical del país, la cual ha estado históricamente dominada por géneros como el rock y el tango. White ha establecido su propio sello discográfico, Algorrritmo Music, con el objetivo de promover la música pop uruguaya. A pesar de que su estilo es muy apreciado por la comunidad queer y la audiencia alternativa de Uruguay, se enfrenta a desafíos para ganar visibilidad en el público mainstream, debido a la resistencia de críticos musicales y otros factores idiosincráticos del país.

## Transformismo
La cultura drag y el transformismo en Uruguay han experimentado un desarrollo irregular, comenzando a consolidarse como un movimiento artístico en la década de los años 90.[cita requerida]
En Uruguay la escena drag se centra en torno a las marchas del orgullo LGBT+, como es la Marcha por la Diversidad de Uruguay, así como en diversas competiciones que se realizan en bares de ambiente, imitando el formato del programa estadounidense RuPaul's Drag Race.[cita requerida]
Si bien la cultura drag ha sido asociada siempre al hombre, también hay mujeres que hacen drag en Uruguay. Estas se han visto señaladas a lo largo de los años, acusadas de no pertenecer a esta cultura o tener ventaja en este tipo de arte por el simple hecho de ser mujer, pero abriéndose camino en la escena local. Gaby Gabo fue la primera mujer en hacer drag en Uruguay. Esta señaló que en un inicio ella fue muy discriminada, aunque con los años ha habido un número mayor de mujeres en la escena drag uruguaya, así como compitiendo, y la situación de la mujer en este arte se ha ido normalizando.
Existe también una cultura drag king, aunque minoritaria y más alejada del mainstream.[cita requerida]
El medio digital El País estimó en 2022 el número de artistas drag en Uruguay entre 40 y 60, aunque estos datos pueden ser inexactos y haber variado con el tiempo.

## Turismo

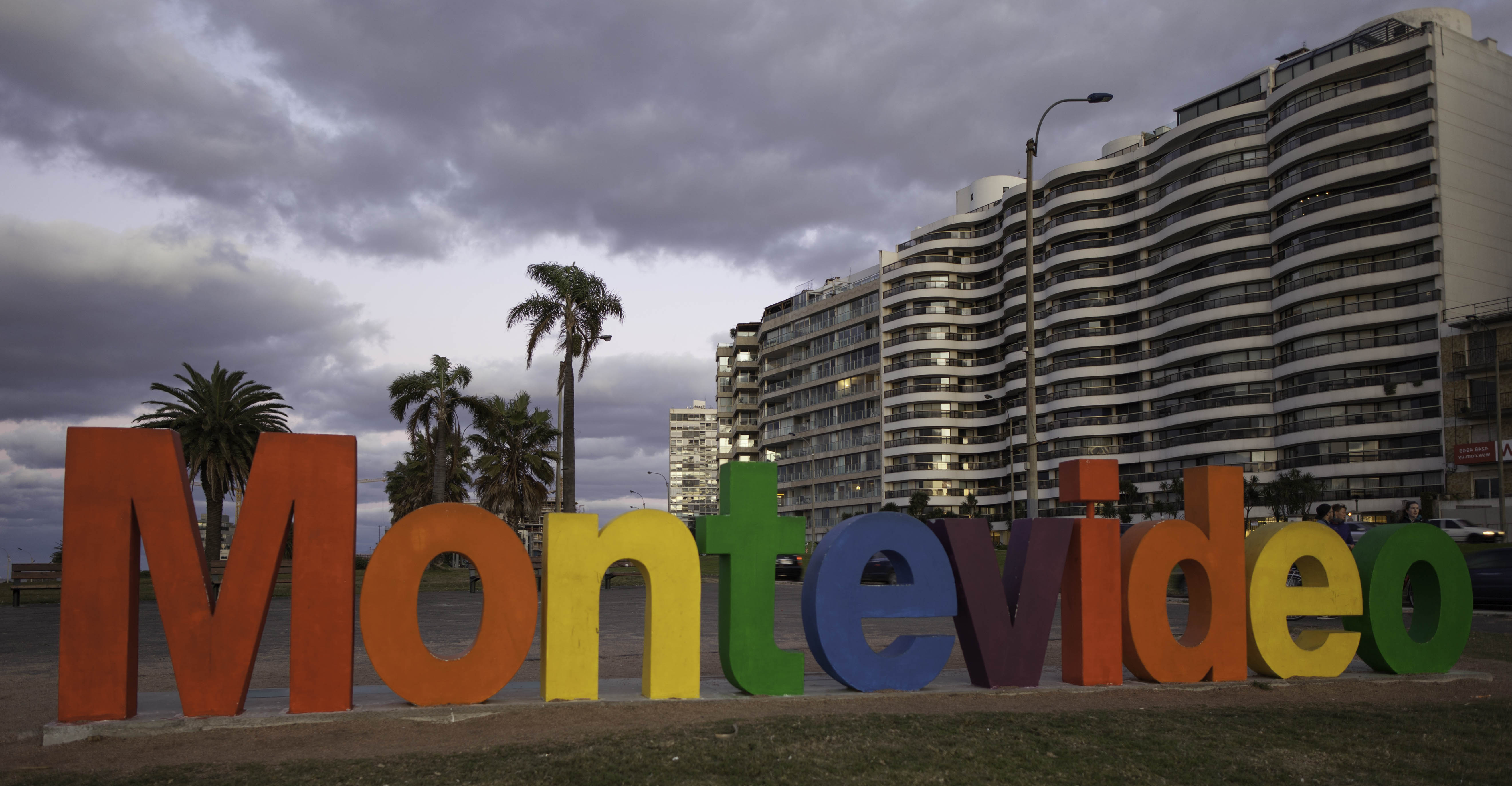
Señalización de Montevideo con los colores de la diversidad.

El turismo LGBT+ en Uruguay ha experimentado un crecimiento significativo en los últimos años debido a su legislación progresista y su compromiso con los derechos de esta comunidad. Esto ha contribuido a que el país sea visto como un destino acogedor y seguro para los turistas LGBT+.
El gobierno uruguayo apoya eventos y festivales LGBT+ a lo largo del año, incluyendo la marcha por la diversidad sexual. La creación de la Cámara de Comercio y Negocios LGBT de Uruguay ha facilitado la colaboración entre el sector privado y el gobierno para promover el turismo LGBT+ y la igualdad de derechos.
Montevideo, la capital de Uruguay, es un centro destacado del turismo LGBT+, ofreciendo una amplia variedad de opciones, desde bares y discotecas hasta festivales orientados a esta comunidad. Punta del Este, una ciudad costera cercana a Montevideo, también es un destino popular con playas y resorts gay-friendly, y ha albergado eventos internacionales LGBT+.
Uruguay ha recibido reconocimientos internacionales por su aceptación social y amigabilidad con la comunidad LGBT+, consolidando su posición como un destino atractivo para este público.

## Negocios y Comercio
En Uruguay, existe la Cámara de Comercio y Negocios LGBT de Uruguay, que fomenta la creación de redes comerciales inclusivas y el respeto hacia los derechos de las personas LGBT+.
En Montevideo, uno de los eventos más importantes en este ámbito es el Uruguay LGBT+ Summit Pride Connection. Este evento, que se lleva a cabo desde 2016 y fue impulsado por la Cámara de Comercio y Negocios LGBT+ Uruguay, con el apoyo de empresas que implementaban políticas de diversidad e inclusión para personas LGBT+ se ha consolidado como un espacio clave para el relacionamiento comercial y la concreción de negocios dentro del nicho de mercado LGBT+ regional e internacional, el evento incluye una Feria Laboral con talleres, entrevistas, cursos y apoyo a la creación de currículums, ofreciendo oportunidades laborales para las personas LGBT+. Durante las jornadas, se realizan conferencias internacionales y actividades interactivas con el fin de sensibilizar sobre la importancia de la inclusión y el respeto hacia la diversidad en el lugar de trabajo.